# Hemileuca chinatiensis
Hemileuca chinatiensis är en fjärilsart som beskrevs av Tinkham 1943. Hemileuca chinatiensis ingår i släktet Hemileuca och familjen påfågelsspinnare. Inga underarter finns listade i Catalogue of Life.